# Robert A. Parker
Robert Allan Ridley Parker (New York, 14 dicembre 1936) è un ex astronauta e fisico statunitense.

## Biografia
Nato a New York, è tuttavia cresciuto a Shrewsbury nel Massachusetts. È sposato con Judy Woodruff, nativa di San Marino in California. È padre di cinque figli e nonno di nove nipoti. A Shrewsbury ha frequentato la scuola dell'obbligo e di educazione secondaria e nel 1958 raggiunse il titolo di bachelor in astronomia e fisica presso il Amherst College, seguito dalla laurea in astronomia (PhD), nel 1962 presso il California Institute of Technology. Prima di essere selezionato per l'addestramento astronautico da astronauta, è stato professore assistente di astronomia presso l'Università del Wisconsin.
Parker venne scelto dalla NASA come scienziato-astronauta nell'agosto del 1967. Fece parte degli equipaggi di supporto per le missioni dell'Apollo 15 ed Apollo 17. Inoltre successivamente partecipò come scienziato al programma Skylab, collaborando nell'ufficio direzionale durante le missioni equipaggiate Skylab 2, Skylab 3 e Skylab 4. Dal marzo 1988 al marzo 1989 ha lavorato presso il quartier generale della NASA a Washington D.C. come direttore dell'ufficio per voli e stazioni spaziali. Veterano di due missioni dello Spacelab, avendo partecipato (sempre come specialista di missione) alle missioni STS-9/Spacelab-1 (dal 28 novembre all'8 dicembre 1983) ed STS-35 (dal 2 dicembre al 10 dicembre 1990, missione che portò in orbita il laboratorio astronomico a raggi ultravioletti ASTRO-1), Parker divenne direttore della divisione per la pianificazione di voli nello spazio e rimase in tale carica da gennaio 1991 a dicembre dello stesso anno.
Da gennaio 1992 a novembre 1993 fu direttore del programma e delle operazioni per lo Spacelab. Seguì, nel periodo da dicembre 1993 all'agosto 1997 il coordinamento del programma per l'utilizzo di successive operazioni spaziali. Ad agosto del 1997 divenne direttore dell'ufficio di coordinamento della NASA presso il laboratorio per lo sviluppo di congegni propulsori a razzo il Jet Propulsion Laboratory sito a Pasadena in California. Ha raggiunto un totale superiore alle 3.500 ore di volo su aerei jet nonché 463 ore di volo nello spazio. Parker è pluridecorato con onorificenze nel campo militare e civile ed è membro di influenti associazioni americane.